# Улица Образцова (Москва)
У́лица Образцо́ва (в конце XIX века Институтская улица, до 17 декабря 1949 года — Бахметьевская улица) — улица в Северо-Восточном административном округе города Москвы. Проходит от площади Борьбы до Сущёвского Вала. Нумерация домов ведётся от площади Борьбы.

## Описание
Улица Образцова идёт в начальной части с юго-запада на северо-восток, после перекрёстка с Трифоновской улицей с юга на север. По улице осуществляется двустороннее движение автотранспорта. На улицу Образцова слева выходят Новосущёвский переулок и 2-й Вышеславцев переулок, справа Институтский переулок, Трифоновская улица и Лазаревский переулок.

## История

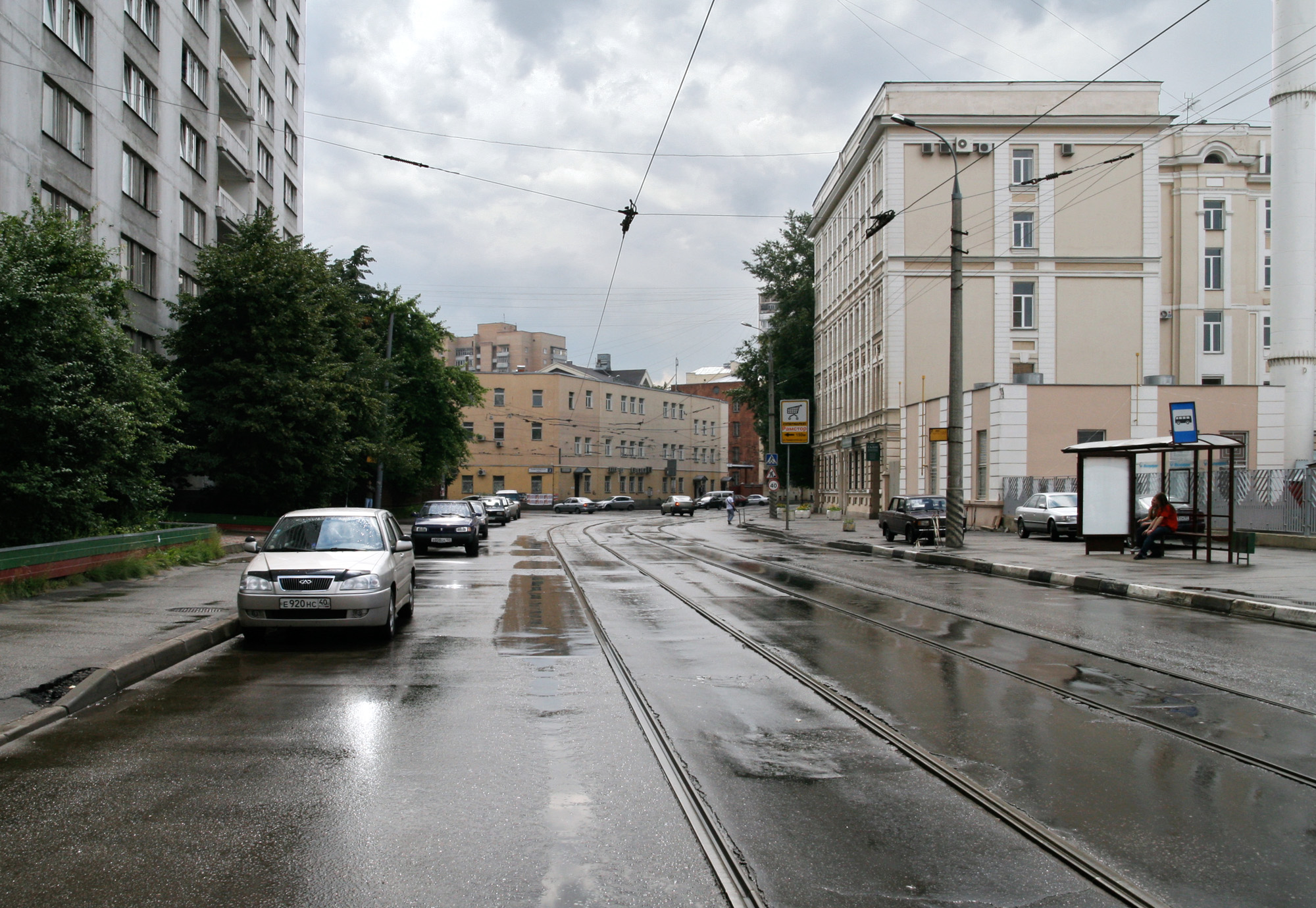
Улица Образцова, вид в сторону Трифоновской улицы

Улица Образцова существенно моложе многих исторических улиц Сущёвской слободы. На планах Москвы конца XVIII века её нет. Впервые улица, ведущая от Александровской площади (совр. площадь Борьбы) к Камер-Коллежскому валу, появилась на планах первой половины XIX века. В конце XIX века улица получила имя Институтская по имени Александровского института благородных девиц, стоявшего в её начале на углу с Новой Божедомкой (ныне — улица Достоевского). В начале XX века улица сменила название и стала именоваться Бахметьевской по фамилии домовладельца, который жил где-то в этом районе в XVIII веке.
17 декабря 1949 года Решением Исполнительного комитета Московского городского Совета депутатов трудящихся № 71/65 (в соответствии с постановлением Совета Министров Союза ССР от 30 ноября 1949 года за № 5404) улица переименована в честь академика Владимира Николаевича Образцова, который жил на этой улице и преподавал в расположенном здесь же Московском институте инженеров железнодорожного транспорта.

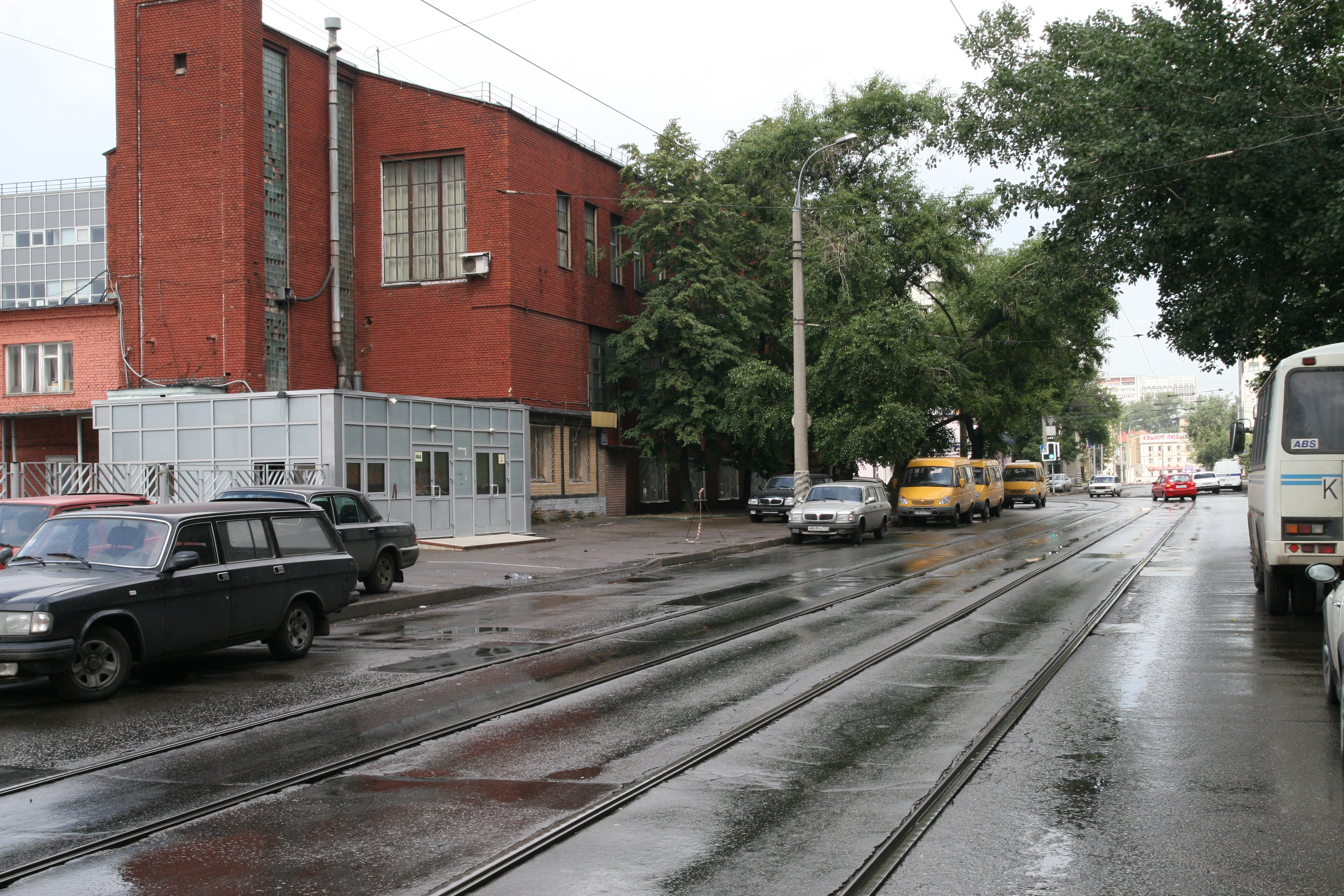
Улица Образцова, вид в сторону Новосущёвского переулка

## Примечательные здания и сооружения
По нечётной стороне
- № 1 — доходный дом (1914, архитектор П. В. Покровский)
- № 9 — главное здание Российского университета транспорта (МИИТ). Здание возведено в 1898 году для Московского инженерного училища по проекту архитектора И. С. Китнера (строил архитектор М. К. Геппенер).
- № 19а — Бахметьевский гараж. Работа знаменитого архитектора К. С. Мельникова. Построено в 1928 году, конструкция металлических перекрытий разработана инженером В. Г. Шуховым, которого прославил проект телебашни на Шаболовке. Архитектура гаража отличается новаторскими решениями, характерными для работ Мельникова и Шухова. Здание гаража, а также здание авторемонтных мастерских и административный корпус признаны объектами культурного наследия. В этом же владении построен Учебно-воспитательный и спортивно-досуговый комплекс Еврейской марьинорощинской общины (архитектор А. Р. Воронцов). В данный момент в здании находится Еврейский музей и центр толерантности.

По чётной стороне
- № 12 — четырёхэтажный жилой дом (конструктивизм), здесь жил академик В. Н. Образцов, по имени которого названа улица.
- № 24 — жилой дом. Здесь жил актёр, режиссёр и драматург театра кукол Евгений Сперанский[2].
- № 26 — здание Бутырского районного суда[3].
- № 30 — доходный дом 1902 года постройки. В январе 2013 года был снесён без разрешительной документации[4]. На освободившейся территории построено новое здание Бутырского районного суда[3].

## Общественный транспорт
Район около площади Борьбы тесно связан с историей московского трамвая. В 1903 году на площади была проведена торжественная закладка первых стационарных трамвайных путей Москвы. Трамвайные пути по современной улице Образцова идут от площади Борьбы до Новосущёвского переулка, здесь проходят трамваи 9, 50. Ответвляющаяся линия на Трифоновскую улицу ныне не используется. Кроме того, по части улицы Образцова проходит электробус с510.